# Дистикодонтиди
Дистикодонтидите (Distichodontidae) са семейство актиноптери от разред Харацидоподобни (Characiformes).
Таксонът е описан за пръв път от Алберт Гюнтер през 1864 година.

## Родове
- Belonophago
- Congocharax
- Distichodus
- Dundocharax
- Eugnathichthys
- Hemigrammocharax
- Ichthyborus
- Mesoborus
- Microstomatichthyoborus
- Monostichodus
- Nannaethiops
- Nannocharax
- Neolebias
- Paradistichodus
- Paraphago
- Phago
- Xenocharax